# 지포스 900 시리즈
지포스 900 시리즈(GeForce 900 Series)는 엔비디아에서 개발한 그래픽 처리 장치 제품군으로, 지포스 700 시리즈의 후속작이며 제임스 클러크 맥스웰의 이름을 딴 맥스웰 마이크로아키텍처의 고급형 제품으로 출시되었다. 이들은 TSMC의 28 나노미터 공정으로 생산되었다.
케플러의 후속작인 맥스웰을 통해 엔비디아는 그래픽 성능 향상, 프로그래밍 간소화, 그리고 지포스 700 시리즈 및 지포스 600 시리즈 대비 에너지 효율 개선이라는 세 가지 주요 목표를 달성하고자 했다.
맥스웰은 2010년 9월에 발표되었으며, 최초의 맥스웰 기반 지포스 소비자용 제품은 2014년 초에 출시되었다.

## 아키텍처

### 1세대 맥스웰 (GM10x)
1세대 맥스웰 GM107/GM108은 지포스 GTX 745, GTX 750/750 Ti 및 GTX 850M/860M (GM107)과 GT 830M/840M (GM108)으로 출시되었다. 이 새로운 칩들은 소비자에게 추가적인 기능을 거의 제공하지 않았고, 엔비디아는 대신 전력 효율성에 중점을 두었다. 엔비디아는 GK107의 L2 캐시 용량을 256 KiB에서 GM107의 2 MiB로 늘려 필요한 메모리 대역폭을 줄였다. 이에 따라 엔비디아는 GK106의 192비트 메모리 버스를 GM107에서 128비트로 줄여 전력 소비를 더욱 절감했다. 엔비디아는 또한 케플러(SMX)의 스트리밍 멀티프로세서 설계를 변경하여 SMM이라고 명명했다. 워프 스케줄러의 구조는 케플러에서 계승되었으며, 각 스케줄러는 서로 독립적이며 동일한 워프에서 순서대로 최대 두 개의 명령을 발행할 수 있도록 한다. SMM 유닛의 레이아웃은 SMM 내의 4개의 워프 스케줄러 각각이 32개의 FP32 CUDA 코어 세트 1개, 8개의 로드/스토어 유닛 세트 1개, 8개의 특수 기능 유닛 세트 1개를 제어하도록 분할되었다. 이는 각 SMX에 6세트의 32개 FP32 CUDA 코어, 2세트의 16개 로드/스토어 유닛, 2세트의 16개 특수 기능 유닛의 공유 풀에 스케줄링하는 4개의 스케줄러가 있는 케플러와는 대조적이다. 이 유닛들은 리소스를 공유할 수 있도록 전력을 사용하는 크로스바로 연결되었다. 맥스웰에서는 이 크로스바가 제거되었다. 텍스처 유닛과 FP64 CUDA 코어는 여전히 공유된다. SMM은 SMX보다 더 세밀한 리소스 할당을 허용하여, 작업 부하가 공유 리소스에 최적화되지 않은 경우 전력을 절약한다. 엔비디아는 128 CUDA 코어 SMM이 192 CUDA 코어 SMX 성능의 86%를 가진다고 주장한다. 또한 각 그래픽 처리 클러스터(GPC)는 케플러에서 최대 4개의 SMX 유닛을 포함하며, 1세대 맥스웰에서는 최대 5개의 SMM 유닛을 포함한다.
GM107은 GK110/GK208 GPU의 3.5 및 GK10x GPU의 3.0과 비교하여 CUDA 컴퓨팅 능력 5.0을 지원한다. GK110/GK208 GPU의 두 가지 기능인 동적 병렬 처리와 HyperQ도 전체 맥스웰 제품군에서 지원된다.
맥스웰은 32비트 정수에 대한 네이티브 공유 메모리 아토믹 연산과 다른 아토믹 함수를 구현하는 데 사용할 수 있는 네이티브 공유 메모리 32비트 및 64비트 비교 및 스왑(CAS)을 제공한다.
맥스웰이 한때 타일 기반 즉시 모드 래스터화를 사용한다고 생각되었지만, 엔비디아는 GDC 2017에서 맥스웰이 대신 타일 캐싱을 사용한다고 수정했다.

#### 엔비디아 NVENC
맥스웰 기반 GPU에는 케플러에서 도입된 NVENC SIP 블록도 포함되어 있다. 엔비디아의 비디오 인코더인 NVENC는 케플러 기반 GPU보다 1.5배에서 2배 더 빠르며, 이는 재생 속도보다 6배에서 8배 빠르게 비디오를 인코딩할 수 있음을 의미한다.

#### 엔비디아 퓨어비디오
엔비디아는 또한 메모리 효율성 증가와 함께 비디오 디코더 캐시 덕분에 퓨어비디오 기능 세트 E 비디오 디코딩에서 8배에서 10배의 성능 향상을 주장한다. 그러나 H.265는 하드웨어 및 소프트웨어 디코딩의 혼합에 의존하여 전체 하드웨어 디코딩을 지원하지 않는다. 비디오 디코딩 시, 맥스웰 GPU에서는 전력 절약을 위해 새로운 저전력 상태 "GC5"가 사용된다.

### 2세대 맥스웰 (GM20x)
2세대 맥스웰은 다이내믹 슈퍼 해상도, 3세대 델타 색상 압축, 멀티 픽셀 프로그래밍 샘플링, 엔비디아 VXGI (실시간 복셀 전역 조명), VR 다이렉트, 멀티 프로젝션 가속, 및 멀티 프레임 샘플링 안티에일리어싱(MFAA) (그러나 커버리지 샘플링 안티에일리어싱(CSAA) 지원은 제거되었다). HDMI 2.0 지원도 추가되었다.
2세대 맥스웰은 또한 ROP 대 메모리 컨트롤러 비율을 8:1에서 16:1로 변경했다. 그러나 GTX 970에서는 일부 ROP가 일반적으로 유휴 상태인데, 이는 작업할 수 있는 SMM이 충분히 활성화되지 않아 최대 필레이트가 감소하기 때문이다.
2세대는 NVENC를 업그레이드하여 HEVC 인코딩을 지원하고, 1세대 맥스웰 GM10x GPU의 NVENC가 H.264 1080p/60FPS 인코딩만 지원했던 것과 비교하여 H.264 인코딩 해상도 1440p/60FPS 및 4K/60FPS를 지원한다. 맥스웰 GM206 GPU는 완전한 고정 기능 HEVC 하드웨어 디코딩을 지원한다.

### 비동기 컴퓨트 지원
맥스웰 시리즈는 다이렉트X 12를 완벽하게 준수한다고 광고되었지만, Ashes of the Singularity 개발사인 Oxide Games는 맥스웰 기반 카드들이 비동기 컴퓨트가 활용될 때 성능이 좋지 않다는 것을 발견했다.
이 핵심 기능은 드라이버에 의해 노출되었지만, 엔비디아는 드라이버 기반의 심을 통해 부분적으로 구현했으며, 이는 높은 성능 비용을 발생시켰다. 하드웨어 기반 비동기 컴퓨트의 완전한 구현을 포함하는 AMD의 경쟁 GCN 기반 그래픽 카드와는 달리, 엔비디아는 드라이버에 의존하여 소프트웨어 큐와 소프트웨어 분배기를 구현하여 비동기 작업을 하드웨어 스케줄러로 전달하고, 워크로드를 올바른 유닛으로 분배할 계획이었다. 따라서 맥스웰의 비동기 컴퓨트는 이 기능을 활성화하기 위해 게임과 GPU 드라이버 모두 맥스웰의 비동기 컴퓨트를 위해 특별히 코딩되어야 한다. 3DMark Time Spy 벤치마크는 비동기 컴퓨트가 활성화되거나 비활성화되었을 때 눈에 띄는 성능 차이를 보이지 않는다. 비동기 컴퓨트는 맥스웰의 드라이버에 의해 비활성화된다.
Oxide는 이로 인해 엔비디아가 벤치마크에 비동기 컴퓨트 기능을 아예 포함하지 않도록 압력을 가했다고 주장하는데, 이는 900 시리즈가 하드웨어에서 비동기 컴퓨트를 구현하는 AMD 제품에 비해 불리하지 않도록 하기 위함이었다.
맥스웰은 작업이 동시에 실행될 수 있도록 GPU가 비동기 컴퓨트용으로 정적으로 분할되어야 한다. 각 파티션은 하드웨어 큐에 할당된다. 어떤 이유로든(예: 큐의 작업이 위험이 해결될 때까지 지연되어야 함) 파티션에 할당된 큐가 비워지거나 작업을 제출할 수 없으면, 해당 큐에 예약된 파티션과 그 파티션의 모든 리소스는 유휴 상태가 된다. 따라서 비동기 컴퓨트는 맥스웰의 정적 스케줄러와 작동하도록 코딩되지 않으면 맥스웰의 성능을 쉽게 저하시킬 수 있다. 또한 그래픽 작업은 컴퓨팅에 훨씬 더 많은 비중을 두는 AMD의 GCN 기반 GPU보다 엔비디아 GPU를 훨씬 쉽게 포화시키므로, 엔비디아 GPU는 AMD보다 비동기 컴퓨트로 채울 수 있는 스케줄링 홀이 더 적다. 이러한 이유로 드라이버는 맥스웰 GPU가 모든 작업을 하나의 큐에 배치하고 각 작업을 순차적으로 실행하며, 각 작업이 GPU를 포화시킬 수 있는지 여부와 관계없이 GPU의 모든 리소스를 각 작업에 할당하도록 강제한다.

## 제품

### 지포스 900 (9xx) 시리즈
| 모델                 | 출시            | 암호명    | 공정      | 트랜지스터 (10억 개) | 다이 크기 (mm2) | 코어 구성        | 버스 인터페이스 | L2 캐시 (MB) | 클럭 속도  | 클럭 속도    | 클럭 속도     | 메모리    | 메모리        | 메모리       | 메모리           | 필레이트    | 필레이트      | 처리 능력 (GFLOPS) | 처리 능력 (GFLOPS) | TDP (와트) | SLI 지원  | 출시 가격 (미국 달러) |
| 모델                 | 출시            | 암호명    | 공정      | 트랜지스터 (10억 개) | 다이 크기 (mm2) | 코어 구성        | 버스 인터페이스 | L2 캐시 (MB) | 기본 (MHz) | 부스트 (MHz) | 메모리 (MT/s) | 크기 (GB) | 대역폭 (GB/s) | 버스 유형    | 버스 너비 (비트) | 픽셀 (GP/s) | 텍스처 (GT/s) | 단정밀도           | 배정밀도           | TDP (와트) | SLI 지원  | MSRP                  |
| -------------------- | --------------- | --------- | --------- | -------------------- | --------------- | ---------------- | --------------- | ------------ | ---------- | ------------ | ------------- | --------- | ------------- | ------------ | ---------------- | ----------- | ------------- | ------------------ | ------------------ | ---------- | --------- | --------------------- |
| 지포스 GT 945A       | 2016년 2월      | GM108     | TSMC 28HP | 알 수 없음           | 알 수 없음      | 512:24:8 (4)     | PCIe 3.0 x8     | ?            | 1072       | 1176         | 1800          | 1 / 2     | 14.4          | DDR3 / GDDR5 | 64               | 8.5 9.4     | 25.7 28.2     | 1,097.7 1,204.2    | 34.3 37.6          | 33         | 아니요    | OEM                   |
| 지포스 GTX 950       | 2015년 8월 20일 | GM206-250 | TSMC 28HP | 2.94                 | 227             | 768:48:32 (6)    | PCIe 3.0 x16    | 1            | 1024       | 1188         | 6600          | 2         | 105.7         | GDDR5        | 128              | 32.7 38.0   | 49.1 57.0     | 1,572.8 1,824.7    | 49.1 57.0          | 90 (75)    | 2-way SLI | 159                   |
| 지포스 GTX 950 (OEM) | 알 수 없음      | GM206     | TSMC 28HP | 2.94                 | 227             | 1024:64:32 (8)   | PCIe 3.0 x16    | 1            | 935        | 알 수 없음   | 5000          | 2         | 80.0          | GDDR5        | 128              | 29.9        | 59.8          | 1,914.9 ,          | 59.8               | 알 수 없음 | 2-way SLI | OEM                   |
| 지포스 GTX 960       | 2015년 1월 22일 | GM206-300 | TSMC 28HP | 2.94                 | 227             | 1024:64:32 (8)   | PCIe 3.0 x16    | 1            | 1127       | 1178         | 7000          | 2 4       | 112.1         | GDDR5        | 128              | 36.0 37.6   | 72.1 75.3     | 2,308.0 2,412.5    | 72.1 75.3          | 120        | 2-way SLI | 199                   |
| 지포스 GTX 960 (OEM) | 알 수 없음      | GM204     | TSMC 28HP | 5.2                  | 398             | 1280:80:48 (10)  | PCIe 3.0 x16    | 1            | 924        | 알 수 없음   | 5000          | 3         | 120.0         | GDDR5        | 192              | 44.3        | 73.9          | 2,365.4 ,          | 73.9               | 알 수 없음 | 2-way SLI | OEM                   |
| 지포스 GTX 970       | 2014년 9월 18일 | GM204-200 | TSMC 28HP | 5.2                  | 398             | 1664:104:56 (13) | PCIe 3.0 x16    | 1.75         | 1050       | 1178         | 7000          | 3.5 + 0.5 | 196.3 + 28.0  | GDDR5        | 224 + 32         | 58.8 65.9   | 109.2 122.5   | 3,494.4 3,920.3    | 109.2 122.5        | 145        | 4-way SLI | 329                   |
| 지포스 GTX 980       | 2014년 9월 18일 | GM204-400 | TSMC 28HP | 5.2                  | 398             | 2048:128:64 (16) | PCIe 3.0 x16    | 2            | 1126       | 1216         | 7000          | 4         | 224.3         | GDDR5        | 256              | 72.0 77.8   | 144.1 155.6   | 4,612.0 4,980.7    | 144.1 155.6        | 165        | 4-way SLI | 549                   |
| 지포스 GTX 980 Ti    | 2015년 6월 1일  | GM200-310 | TSMC 28HP | 8                    | 601             | 2816:176:96 (22) | PCIe 3.0 x16    | 3            | 1000       | 1075         | 7000          | 6         | 336.5         | GDDR5        | 384              | 96.0 103.2  | 176.0 189.2   | 5,632.0 6,054.4    | 176.0 189.2        | 250        | 4-way SLI | 649                   |
| 지포스 GTX 타이탄 X  | 2015년 3월 17일 | GM200-400 | TSMC 28HP | 8                    | 601             | 3072:192:96 (24) | PCIe 3.0 x16    | 3            | 1000       | 1075         | 7000          | 12        | 336.5         | GDDR5        | 384              | 96.0 103.2  | 192.0 206.4   | 6,144.0 6,604.8    | 192.0 206.4        | 250        | 4-way SLI | 999                   |

1. ↑  메인 셰이더 프로세서: 텍스처 매핑 유닛 (텍스처 매핑 유닛): 렌더 출력 유닛 (스트리밍 멀티프로세서)
2. 1 2  기본 클럭, 부스트 클럭
3. ↑  처리 능력 계산은 맥스웰 (마이크로아키텍처)#성능을 참조한다.
4. ↑  픽셀 필레이트는 ROP 수에 해당 코어 클럭 속도를 곱하여 계산한다.
5. ↑  텍스처 필레이트는 TMU 수에 해당 코어 클럭 속도를 곱하여 계산한다.
6. ↑  일부 GTX950 카드는 전원 커넥터 없이 PCIe 슬롯으로만 전원이 공급되어 출시되었다. 이들은 전력 소비와 TDP가 75W로 제한되었다.[44]
7. ↑   일부 제조업체는 GTX 960의 4GB 버전을 생산했다. 이들은 2GB 버전보다 더 많은 VRAM을 사용하고 실제로 이점을 얻을 수 있는 타이틀이 해당 해상도와 설정에서 이미 너무 느리게 실행될 것이므로 쓸모없는 움직임이라는 비판을 받았다. GTX960은 이를 처리할 충분한 컴퓨팅 성능과 메모리 대역폭을 가지고 있지 않았다.[47]
8. 1 2 3  메모리 접근을 위해 GTX 970은 8개의 32비트 물리적 메모리 레인 중 7개 레인에 데이터를 스트라이프하여 196GB/s의 속도로 접근한다. 나머지 1/8의 메모리(4GB 카드에서는 0.5GB)는 비인터리브된 단일 32비트 연결을 통해 28GB/s로 접근하는데, 이는 나머지 메모리 공간 속도의 1/7에 불과하다. 이 작은 메모리 풀이 7번째 레인과 동일한 연결을 사용하여 더 큰 주 풀에 접근하기 때문에, 독립적인 연결처럼 추가되는 것이 아니라 더 큰 블록에 대한 접근과 충돌하여 실제 메모리 대역폭을 감소시킨다.[50]

### 지포스 900M (9xxM) 시리즈
일부 구현은 다른 사양을 사용할 수 있다.
| 모델            | 출시            | 암호명 | 제조 (nm) | 트랜지스터 (백만 개) | 다이 크기 (mm2) | 버스 인터페이스 | 코어 구성  | 클럭 속도            | 클럭 속도              | 클럭 속도     | 필레이트    | 필레이트      | 메모리                 | 메모리                    | 메모리     | 메모리           | API 지원 (버전) | API 지원 (버전) | API 지원 (버전) | API 지원 (버전) | 처리 능력 (GFLOPS) | 처리 능력 (GFLOPS) | TDP (와트) | SLI 지원   |    |            |
| 모델            | 출시            | 암호명 | 제조 (nm) | 트랜지스터 (백만 개) | 다이 크기 (mm2) | 버스 인터페이스 | 코어 구성  | 기본 코어 클럭 (MHz) | 부스트 코어 클럭 (MHz) | 메모리 (MT/s) | 픽셀 (GP/s) | 텍스처 (GT/s) | 크기 (MiB)             | 대역폭 (GB/s)             | 유형       | 버스 너비 (비트) | 다이렉트X       | 오픈GL          | 오픈CL          | 벌컨            | 단정밀도           | 배정밀도           | TDP (와트) | SLI 지원   |    |            |
| --------------- | --------------- | ------ | --------- | -------------------- | --------------- | --------------- | ---------- | -------------------- | ---------------------- | ------------- | ----------- | ------------- | ---------------------- | ------------------------- | ---------- | ---------------- | --------------- | --------------- | --------------- | --------------- | ------------------ | ------------------ | ---------- | ---------- | -- | ---------- |
| 지포스 910M     | 2015년 8월 18일 | GF117  | 28        | 585                  | 116             | PCIe 3.0 x8     | 96:16:8    | 775                  | 1550                   | 1800          | 3.1         | 12.4          | 1024                   | 14.4                      | GDDR3      | 64               | 12.0 (11_0)     | 4.6             | 1.1             | 빈칸            | 297.6              | 1/12 of SP         | 33         | 아니요     |    |            |
| 지포스 910M     | 2015년 3월 15일 | GK208  | 28        | 알 수 없음           | 87              | PCIe 3.0 x8     | 384:16:8   | 575                  | 575                    | 1800          | 5.13        | 9.2           | 2048                   | 14.4                      | GDDR3      | 64               | 12.0 (11_0)     | 4.6             | 1.2             | 1.1             | 441.6              | 18.4               | 33         | 아니요     |    |            |
| 지포스 920M     | 2015년 3월 13일 | GF117  | 28        | 585                  | 116             | PCIe 3.0 x8     | 96:16:8    | 775                  | 1550                   | 1800          | 3.1         | 12.4          | 1024                   | 14.4                      | GDDR3      | 64               | 12.0 (11_0)     | 4.6             | 1.1             | 빈칸            | 297.6              | 1/12 of SP         | 33         | 아니요     |    |            |
| 지포스 920M     | 2015년 3월 13일 | GK208  | 28        | 알 수 없음           | 87              | PCIe 3.0 x8     | 384:32:16  | 954                  | 954                    | 1800          | 7.6         | 30.5          | 2048                   | 14.4                      | GDDR3      | 64               | 12.0 (11_0)     | 4.6             | 1.2             | 1.1             | 732.7              | 22.9               | 33         | 아니요     |    |            |
| 지포스 920MX    | 2016년 3월      | GM108  | 28        | 1870                 | 148             | PCIe 3.0 x8     | 256:24:8   | 1072                 | 1176                   | 1800          | 8.58        | 25.7          | 2048                   | 14.4                      | DDR3 GDDR5 | 64               | 12.0 (11_0)     | 4.6             | 1.2             | 1.1             | 549                | 1/32 of SP         | 16         | 아니요     |    |            |
| 지포스 930M     | 2015년 3월 13일 | GM108  | 28        | 1870                 | 148             | PCIe 3.0 x8     | 384:24:8   | 928                  | 941                    | 1800          | 7.4         | 22.3          | 2048                   | 14.4                      | DDR3       | 64               | 12.0 (11_0)     | 4.6             | 1.2             | 1.1             | 712.7              | 22.3               | 33         | 아니요     |    |            |
| 지포스 930MX    | 2016년 3월 1일  | GM108  | 28        | 알 수 없음           | 알 수 없음      | PCIe 3.0 x8     | 384:24:8   | 952                  | 1020                   | 2000          | 알 수 없음  | 알 수 없음    | 2048                   | 알 수 없음                | DDR3 GDDR5 | 64               | 12.0 (11_0)     | 4.6             | 알 수 없음      | 알 수 없음      | 알 수 없음         | 알 수 없음         | 알 수 없음 | 알 수 없음 |    |            |
| 지포스 940M     | 2015년 3월 13일 | GM107  | 28        | 1870                 | 148             | PCIe 3.0 x16    | 640:40:16  | 1029                 | 1100                   | 2002          | 16.5        | 41.2          | 2048                   | 16 - 80.2                 | GDDR5 DDR3 | 128              | 12.0 (11_0)     | 4.6             | 1.2             | 1.1             | 1317               | 41.1               | 75         | 아니요     |    |            |
| 지포스 940M     | 2015년 3월 13일 | GM108  | 28        | 알 수 없음           | 알 수 없음      | PCIe 3.0 x8     | 384:24:8   | 1029                 | 1100                   | 2002          | 8.2         | 24.7          | 2048                   | 16 - 80.2                 | GDDR5 DDR3 | 64               | 12.0 (11_0)     | 4.6             | 1.2             | 1.1             | 790.3              | 24.7               | 33         | 아니요     |    |            |
| 지포스 940MX    | 2016년 3월 10일 | GM108  | 28        | 1870                 | 148             | PCIe 3.0 x8     | 384:24:8   | 1122                 | 1242                   | 2002          | 8.98        | 26.93         | 2048 4096              | 16.02 (DDR3) 40.1 (GDDR5) | GDDR5 DDR3 | 64               | 12.0 (11_0)     | 4.6             | 1.2             | 1.1             | 861.7              | 알 수 없음         | 23         | 아니요     |    |            |
| 지포스 945M     | 2015년          | GM107  | 28        | 1870                 | 148             | ?               | 640:40:16  | 1029                 | 1085                   | ?             | 16.46       | 41.2          | ?                      | ?                         | DDR3 GDDR5 | 128              | 12.0 (11_0)     | 4.6             | 1.2             | 1.1             | 1,317.1            | ?                  | 75         | ?          |    |            |
| 지포스 945M     | 2015년          | GM108  | 28        | ?                    | ?               | PCIe 3.0 x8     | 384:24:8   | 1122                 | 1242                   | ?             | 8.98        | 26.93         | ?                      | ?                         | DDR3 GDDR5 | 64               | 12.0 (11_0)     | 4.6             | 1.2             | 1.1             | 861.7              | ?                  | 23         | ?          |    |            |
| 지포스 GT 945A  | 2015년 3월 13일 | GM108  | 28        | 알 수 없음           | 알 수 없음      | PCIe 3.0 x8     | 384:24:8   | 1072                 | 1176                   | 1800          | 8.58        | 25.73         | 2048                   | 14.4                      | DDR3       | 64               | 12.0 (11_0)     | 4.6             | 1.2             | 알 수 없음      | 알 수 없음         | 알 수 없음         | 알 수 없음 | 알 수 없음 | 33 | 알 수 없음 |
| 지포스 GTX 950M | 2015년 3월 13일 | GM107  | 28        | 1870                 | 148             | PCIe 3.0 x16    | 640:40:16  | 914                  | 1085                   | 5012          | 14.6        | 36.6          | 2048(GDDR5) 4096(DDR3) | 80(GDDR5) 32(DDR3)        | DDR3 GDDR5 | 128              | 12.0 (11_0)     | 4.6             | 1.2             | 1.1             | 1170               | 36.56              | 75         | 아니요     |    |            |
| 지포스 GTX 960M | 2015년 3월 13일 | GM107  | 28        | 1870                 | 148             | PCIe 3.0 x16    | 640:40:16  | 1029                 | 1085                   | 5012          | 16.5        | 41.2          | 2048 4096              | 80                        | GDDR5      | 128              | 12.0 (11_0)     | 4.6             | 1.2             | 1.1             | 1317               | 41.16              | 65         | 아니요     |    |            |
| 지포스 GTX 965M | 2015년 1월 5일  | GM204  | 28        | 5200                 | 398             | PCIe 3.0 x16    | 1024:64:32 | 924                  | 950                    | 5000          | 30.2        | 60.4          | 2048 4096              | 80                        | GDDR5      | 128              | 12.0 (12_1)     | 4.6             | 1.2             | 1.1             | 1945               | 60.78              | 60         | 예         |    |            |
| 지포스 GTX 970M | 2014년 10월 7일 | GM204  | 28        | 5200                 | 398             | PCIe 3.0 x16    | 1280:80:48 | 924                  | 993                    | 5012          | 37.0        | 73.9          | 3072 6144              | 120                       | GDDR5      | 192              | 12.0 (12_1)     | 4.6             | 1.2             | 1.1             | 2365               | 73.9               | 75         | 예         |    |            |
| 지포스 GTX 980M | 2014년 10월 7일 | GM204  | 28        | 5200                 | 398             | PCIe 3.0 x16    | 1536:96:64 | 1038                 | 1127                   | 5012          | 49.8        | 99.6          | 4096 8192              | 160                       | GDDR5      | 256              | 12.0 (12_1)     | 4.6             | 1.2             | 1.1             | 3189               | 99.6               | 100        | 예         |    |            |

1. ↑  셰이더 프로세서: 텍스처 매핑 유닛: 렌더 출력 유닛
2. ↑  최대 2개의 듀얼 GPU 카드를 탠덤으로 연결하여 4-way SLI 구성을 할 수 있다. 듀얼 GPU 카드는 온보드 2-way SLI를 특징으로 한다.
3. ↑  픽셀 필레이트는 세 가지 숫자 중 가장 낮은 값으로 계산된다: ROP 수에 기본 코어 클럭 속도를 곱한 값, 래스터라이저 수에 래스터라이저당 생성할 수 있는 프래그먼트 수와 기본 코어 클럭 속도를 곱한 값, 스트리밍 멀티프로세서 수에 클럭당 출력할 수 있는 프래그먼트 수와 기본 클럭 속도를 곱한 값.[26]
4. ↑  텍스처 필레이트는 TMU 수에 기본 코어 클럭 속도를 곱하여 계산한다.
5. ↑  단정밀도 성능은 셰이더 수의 2배에 기본 코어 클럭 속도를 곱하여 계산한다.
6. ↑  맥스웰 칩의 배정밀도 성능은 단정밀도 성능의 1/32이다.[54][55]
7. 1 2  하드웨어 비디오 인코더 없음
8. 1 2 3  하드웨어 비디오 인코더 및 디코더 없음

## 광고 논란

### GTX 970 하드웨어 사양

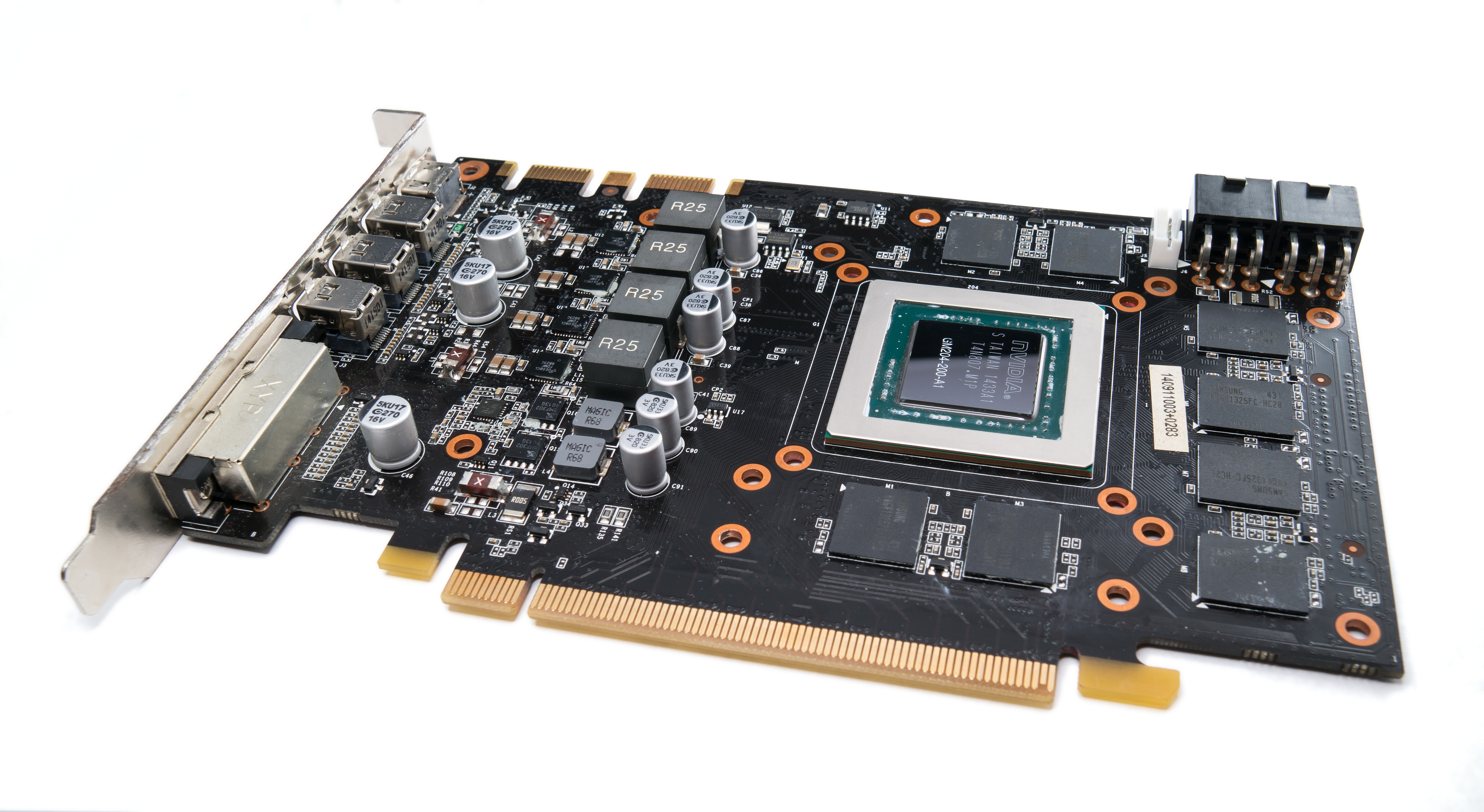
엔비디아 지포스 GTX 970 PCB 및 다이

지포스 GTX 970의 사양에 대한 문제는 카드 사용자들이 4GB 메모리 중 3.5GB를 초과하여 메모리에 접근하는 경우가 거의 없다는 것을 발견하면서 처음 제기되었다. 추가 테스트와 조사를 통해 엔비디아는 결국 카드의 초기 발표 사양이 상업적으로 출시되기 전에 예고 없이 변경되었으며, 3.5GB 메모리 제한을 초과하는 메모리가 사용되면 카드의 성능이 저하된다는 성명을 발표했다.
카드의 백엔드 하드웨어 사양은 처음에는 지포스 GTX 980과 동일하다고 발표되었지만, L2 캐시 용량(GTX 980의 2MB 대비 1.75MB)과 ROP 수(980의 64개 대비 56개)에서 차이가 있었다. 또한, 이 카드는 메모리에 3.5GB 섹션과 0.5GB 섹션으로 접근하도록 설계되었으며, 후자 섹션에 대한 접근 속도는 첫 번째 섹션보다 7배 느리다는 것이 밝혀졌다. 회사는 이후 카드의 성능 저하를 완화하기 위해 특정 드라이버 수정 사항을 약속했다. 그러나 엔비디아는 나중에 이 약속이 오해였으며 GTX 970에 대한 특정 드라이버 업데이트는 없을 것이라고 명확히 밝혔다. 엔비디아는 환불을 원하는 고객을 지원할 것이라고 주장했다. 2015년 2월 26일, 엔비디아 CEO 젠슨 황은 엔비디아 공식 블로그에서 이 사건에 대해 사과했다. 2015년 2월에는 미국 캘리포니아 북부 지방법원에 엔비디아와 기가바이트 테크놀로지를 상대로 허위 광고를 주장하는 집단 소송이 제기되었다.
엔비디아는 메모리 컨트롤러 전체를 비활성화하지 않고도 256KB의 L2 캐시와 8개의 ROP를 포함하는 개별 유닛을 비활성화할 수 있다고 밝혔다. 이는 메모리 버스를 고속 및 저속 세그먼트로 분할하는 대가로 이루어지는데, 두 GDDR5 컨트롤러와 자신 사이에 읽기 반환 채널과 쓰기 데이터 버스를 공유하기 때문에 한 세그먼트가 읽는 동안 다른 세그먼트가 쓰는 경우가 아니면 동시에 접근할 수 없다. 이는 지포스 GTX 970에 사용되었으며, 따라서 224비트 버스의 고속 세그먼트에 3.5GB, 32비트 버스의 저속 세그먼트에 0.5GB를 가진다고 설명할 수 있다.
2016년 7월 27일, 엔비디아는 미국 집단 소송의 예비 합의에 동의했으며, GTX 970 구매 시 30달러를 환불해주었다. 합의된 환불액은 소비자들이 카드를 구매할 때 얻으리라고 예상했던 저장 및 성능 기능의 비용 중 일부를 나타낸다.

## 지원 중단
드라이버 368.81은 윈도우 XP/윈도우 XP 64비트를 지원하는 마지막 드라이버이다.
- 윈도우 XP 32비트: 368.81 드라이버 다운로드
- 윈도우 XP 64비트: 368.81 드라이버 다운로드

32비트 운영 체제용 32비트 드라이버는 2018년 3월 드라이버 391.35 출시 이후 단종되었다.
케플러 아키텍처 기반 노트북 GPU는 2019년 4월에 레거시 지원으로 전환되었으며 2020년 4월 이후에는 중요한 보안 업데이트를 중단했다. 9xxM GPU 제품군의 지포스 910M 및 920M이 이 변경 사항의 영향을 받는다.
엔비디아는 470 드라이버 출시 후 윈도우 7 및 윈도우 8.1 운영 체제에 대한 드라이버 지원을 레거시 상태로 전환하고 2024년 9월까지 이들 운영 체제에 대한 중요한 보안 업데이트를 계속 제공할 것이라고 발표했다.
2025년 5월, 엔비디아는 GTX 900 시리즈를 포함한 맥스웰, 파스칼, 볼타 아키텍처에 대한 개발자 지원을 중단했다. 드라이버 업데이트는 제한된 시간 동안 계속될 것으로 예상된다.

## 갤러리

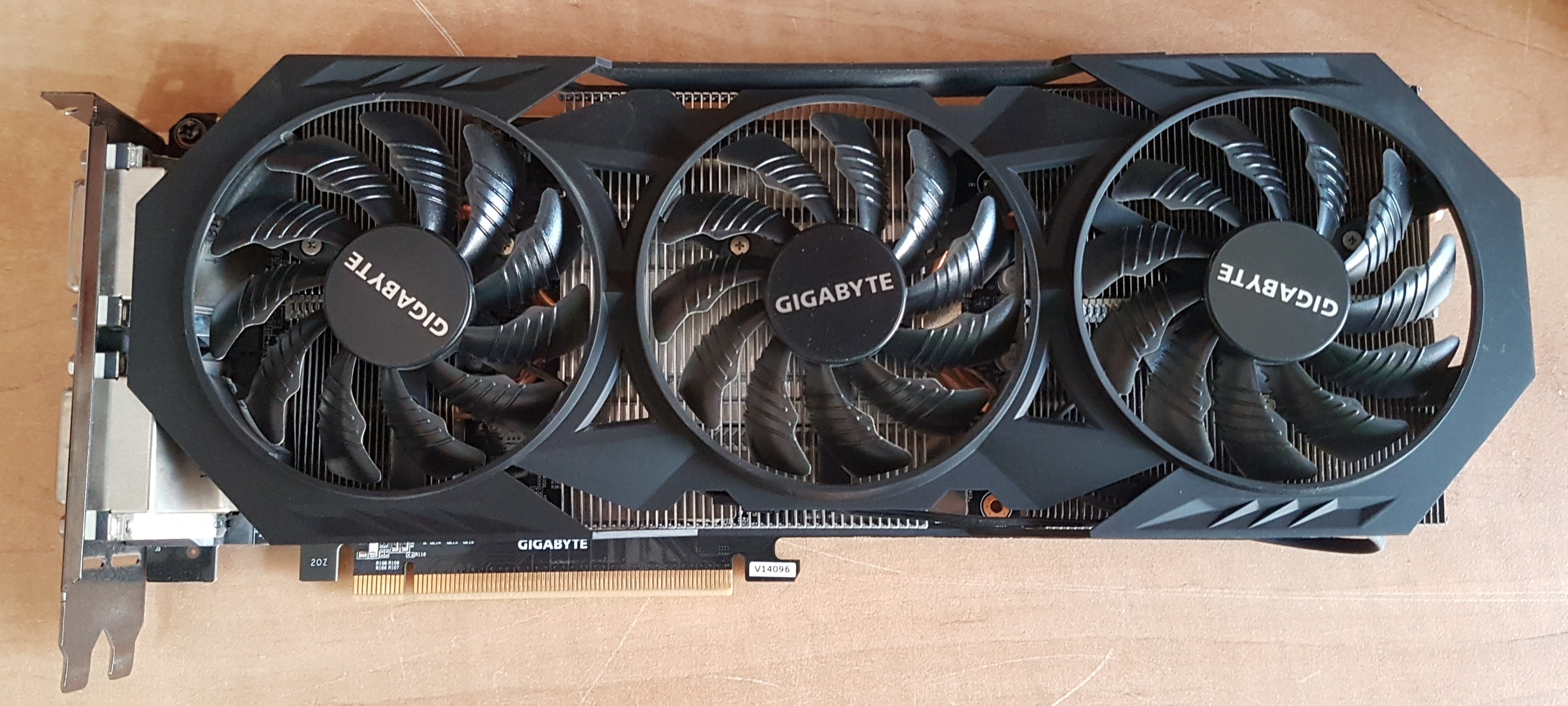
엔비디아 지포스 GTX 970 '윈드포스' 에디션. 엔비디아 보드 파트너 기가바이트에서 제조한 모델.
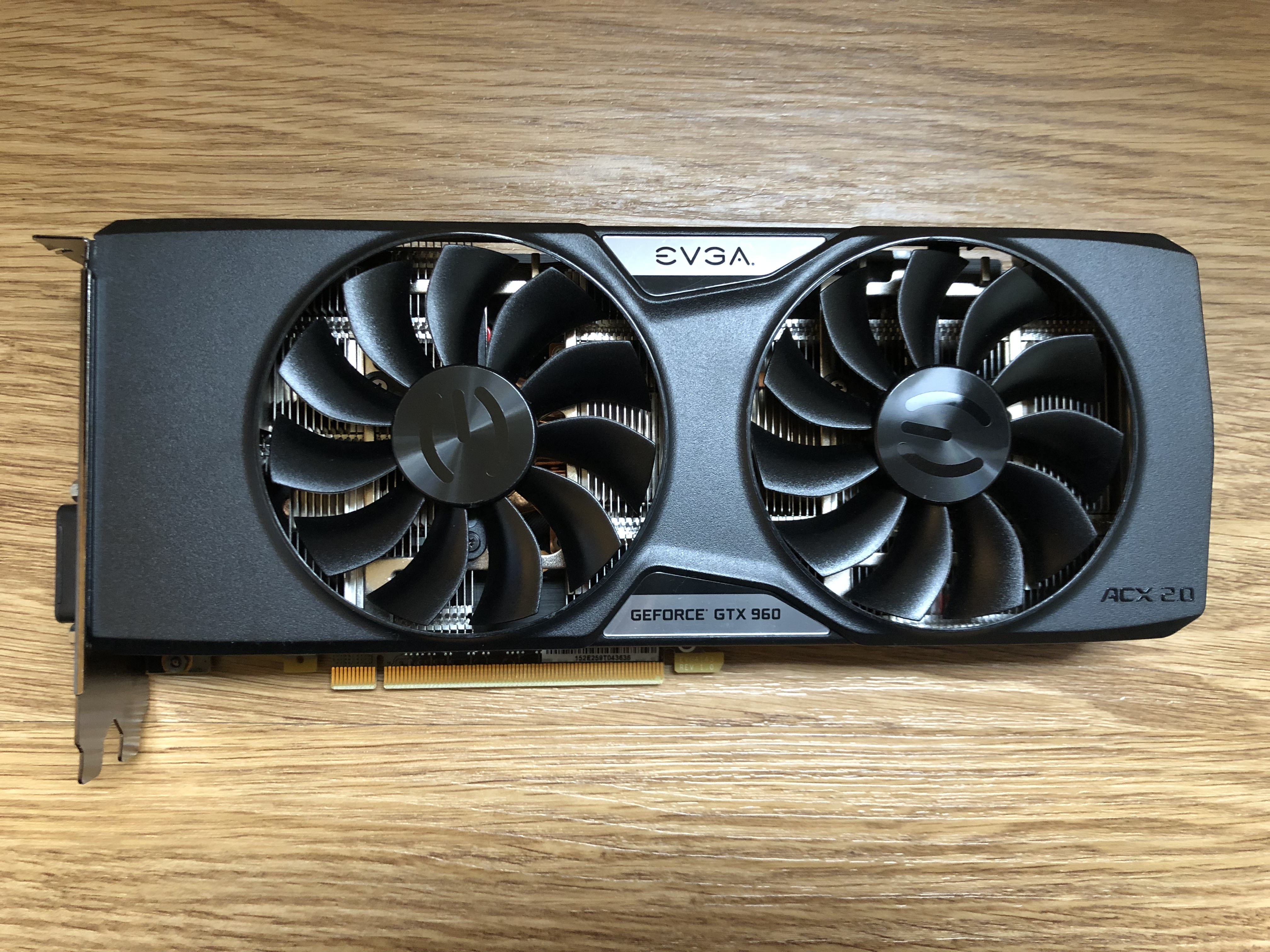
엔비디아 지포스 GTX 960 'ACX 2.0' 에디션. 엔비디아 보드 파트너 EVGA에서 제조한 모델.
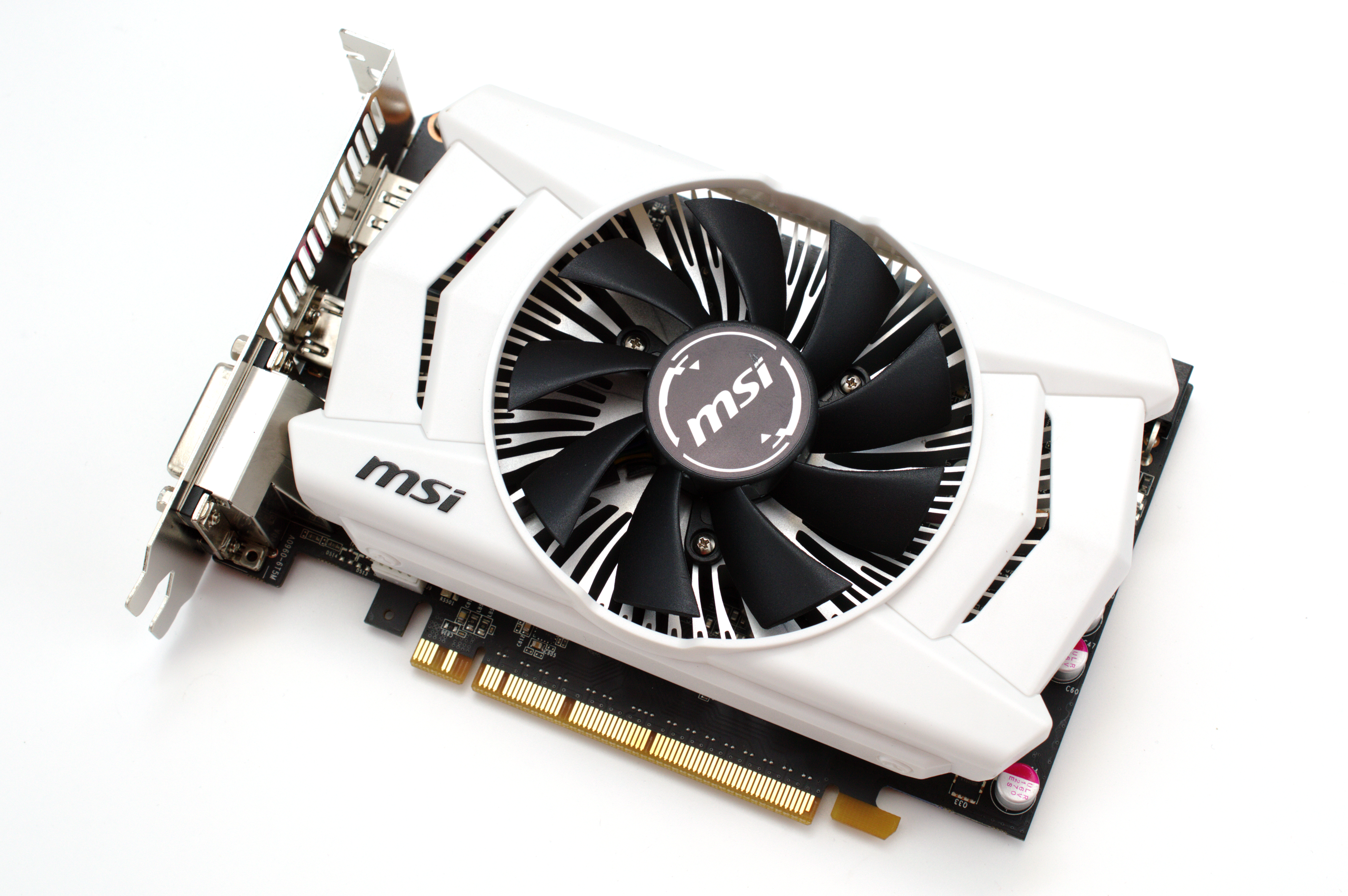
엔비디아 지포스 GTX 950. 엔비디아 보드 파트너 MSI에서 제조한 모델.

## 같이 보기
- 지포스 400 시리즈
- 지포스 500 시리즈
- 지포스 600 시리즈
- 지포스 700 시리즈
- 지포스 800M 시리즈
- 지포스 10 시리즈
- 엔비디아 쿼드로
- 엔비디아 테슬라